# Emergency 2
Emergency 2: The Ultimate Fight for Life ist ein Echtzeit-Strategiespiel, bei dem der Spieler Rettungskräfte kommandiert. Es ist der zweite Teil der Emergency-Spieleserie. Der Vorgänger war Emergency: Fighters for Life. Es folgte Emergency 3: Mission Life.

## Spielprinzip
Der Spieler übernimmt die Einsatzleitung bei Rettungseinsätzen aus dem Bereich Polizei, Feuerwehr und Notarzt. Hierfür stehen unter anderem Suchhundestaffeln, Rettungshubschrauber und Spezialeinsatzkommandos mit Polizeipsychologen zur Verfügung. Ziel des Spiels ist es, möglichst viele Leben zu retten. Der Spieler muss dabei in Echtzeit handeln.

## Technik
Das Spiel bot erstmals Lichteffekte und einen fließenden Tageszeitenwechsel. Zudem waren Wettereffekte enthalten. Gebäude sind nun frei begehbar. Die Grafik-Engine bot eine freie Zoom-Funktion.

## Rezeption
Die Steuerung sei hakelig, Hotkeys fehlen. Die Wegfindung der Fahrzeuge sei verkorkst und störe den Spielspaß. Die Grafik wurde im Vergleich zum Vorgänger entscheidend verbessert. Sie bleibe jedoch immer noch hinter den Möglichkeiten seiner Zeit zurück. Stärke des Spiels seien die abwechslungsreichen und realitätsnahen Einsätze. Die Thematik der Lebensrettung sei eine erfreuliche Abwechslung im Genre Echtzeitstrategie. Sie böte viele überraschende Momente. Das Spiel sei für Einsteiger und Profis geeignet. Das Spiel böte trotz Mängeln bei Grafik und Steuerung Abwechslungsreichtum und Spannung.